# Сава Казмуков
Сава Колев Казмуков е български съдия и политик. Кмет на Стара Загора в два различни мандата.

## Биография
Роден е на 24 ноември 1858 г. в Ески Загра. Завършва училището в родния си град. След това започва да работи като съдия в Харманли и Бургас, а като адвокат в Стара Загора. Присъединява се към Народната партия и заема русофилска позиция. Отделно работи към БЧК.
През 1895 се жени за Иванка Василева Пулева, дъщеря на Васил Нанев Пулев, първи ковчежник на Стара Загора след Освобождението и част от старейшините на града. Имат две деца - Анка и Васил. Умира на 3 юли 1936 г. в Стара Загора.